# 6. sydlige breddekreds
Den 6. sydlige breddekreds (eller 6 grader sydlig bredde) er en breddekreds, der ligger 6 grader syd for ækvator. Den løber gennem Atlanterhavet, Afrika, det Indiske Ocean, Sydøstasien, Australasien, Stillehavet og Sydamerika.